# ГАЗ-ААА
ГАЗ-ААА — трьохосьовий варіант автомобіля півторки ГАЗ-АА вантажопідйомністю 2000 кг.

## Історія
Роботи з проектування цього автомобіля проводилися з 1929 року в НАМІ на базі вантажівки Ford-AA. В 1930 році в результаті цих робіт з'явився автомобіль Форд-АА-НАМІ, що був створений на базі американської півторки[що це?] і збудований на заводі Спартак в Москві. Кінцевий варіант цього авто був відпрацьований до 1933 і пройшов випробування в пробігу Москва-Каракуми. Випускався з кінця 1934 року по 1943 рік на Горьковському автомобільному заводі. Широко використовувався у Червоній армії. ГАЗ-ААА — відомий також під назвою ГАЗ-30.

## Модифікації
На базі цього авто було створено ряд спеціальних авто серед яких:
- БА-10 — бронеавтомобіль
- РУС-2 — перша в СРСР серійна радіолокаційна станція
- ГАЗ-05-193 — автобус, що випускався спеціально для Червоної армії і поступав в війська.